# Vinikby

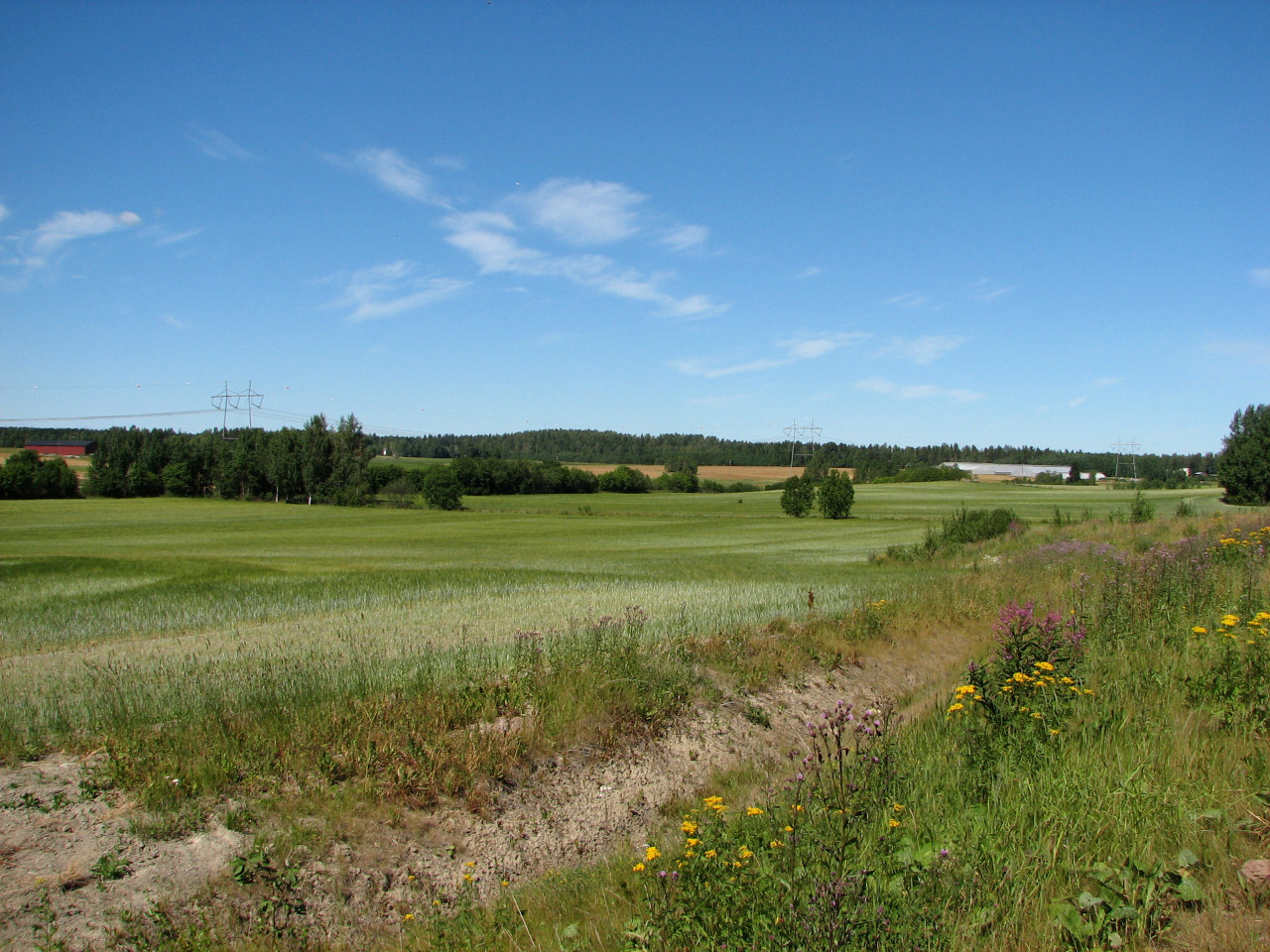
Åkrar i Vinikby

Vinikby [vinik-] (finska: Viinikkala) är en stadsdel i Vanda stad i landskapet Nyland. 
Vinikby ligger på den östra sidan av Vanda å och väster om Helsingfors-Vanda flygplats. Största delen av stadsdelen ligger norr om Ring III, förutom en del industriområden i Stubbacka söder om ringvägen. Vinikby ligger i flygfältets flygbullerzon och det bor endast cirka 100 personer i stadsdelen, men den erbjuder arbetsplats åt cirka 3 300 personer (2003). 

## Landskap och flora
Den västra delen av Vinikby hör till Vanda ådals landskapsskyddsområde. I Vinikskogen (fi. Viinikanmetsä), i områdets norra del finns frodiga lundar. Där växer bland annat lindar, lönnar, hassel och flera blomarter. 
Vandaforsen har varit en viktig boplats sedan stenåldern och den östra delen ligger i Vinikby, medan grannstadsdelarna Vandadalen och Biskopsböle ligger på den västra sidan av forsen. Stadsdelen har fått sitt namn av den gamla byn Vinikby som låg längs med Kungsvägen norr om Vandaforsen.

## Företag
Ännu på 1960-talet fanns det industrier vid Vandaforsen, bland annat en filfabrik, vars byggnad i dag fungerar som restaurang. Bredvid filfabriken finns den före detta svenska folkskolan där Vanda stads kurscenter numera finns. Sedan 2006 har samma företag som har restaurangen i den gamla filfabriken också restaurangverksamhet i den gamla folkskolan, nu under namnet Kuninkaan Kartano. 
Den största delen av områdets arbetsplatser finns i Stubbacka industriområde vid Ring III. Flera logistikföretag har etablerat sig längs med den goda trafikförbindelsen. Också grossister och högteknologiföretag verkar i Stubbacka. De största arbetsgivarna är Setec som tillverkar betalningskort och Falck Securitys pengatransporter. Också Posten Finland, Hobby Hall och Connex har sina lager och depåer i Stubbacka. 
I norra Vinikby langs med Katrinevägen har DHL öppnat ett nytt logistikcentrum år 2006. Samtidigt flyttade företagets alla logistikfunktioner till det nya centrumet från den tidigare platsen öster om flygplatsen. 